# Stazione di Trinità-Bene Vagienna
Stazione di Trinità-Bene Vagienna vasútállomás Olaszországban, Trinità településen.

## Vasútvonalak
Az állomást az alábbi vasútvonalak érintik:
- Torino-Fossano-Savona-vasútvonal

## Kapcsolódó állomások
A vasútállomáshoz az alábbi állomások vannak a legközelebb:
- Stazione di Magliano-Crava-Morozzo
- Stazione di Fossano